# L’Aigle (Meteorit)
Koordinaten: 48° 46′ 0″ N, 0° 38′ 0″ O

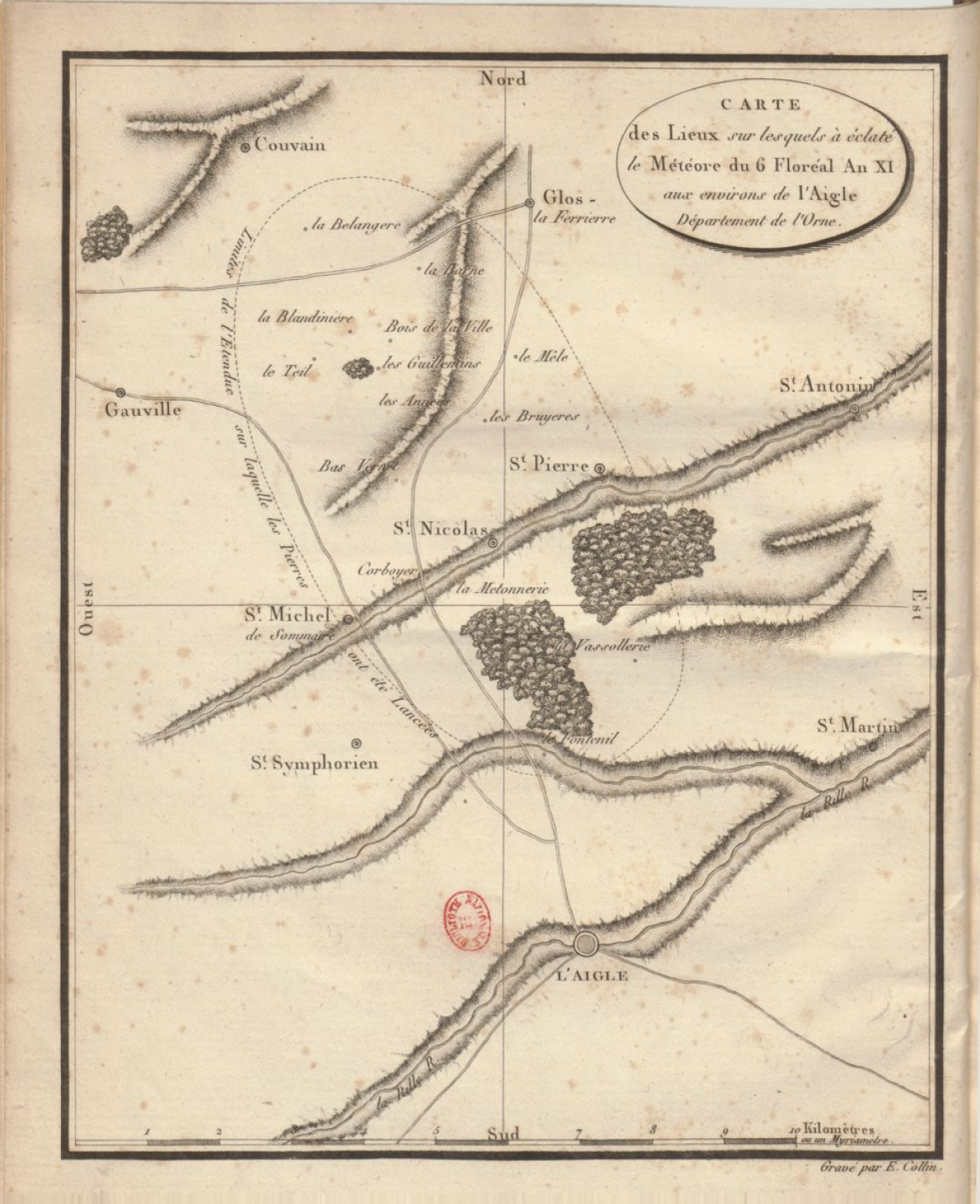
Darstellung des Streufeldes im Bericht von Jean-Baptiste Biot

L’Aigle ist ein Meteorit, der am 26. April 1803 (nach dem damals üblichen Französischen Revolutionskalender: 6. Floreal Jahr XI) in L’Aigle in der Normandie, Frankreich, in Bruchstücken niederging. Es handelt sich um einen Steinmeteoriten, der als L6-Chondrit klassifiziert wird. Seine Gesamtmasse, ermittelt aus 2.000 bis 3.000 sichergestellten Einzelstücke, betrug mindestens 37 kg.

Der Meteorit L’Aigle spielt eine wichtige Rolle in der Geschichte der Meteoritenforschung. Innerhalb weniger Monate nach ersten Meldungen über das Ereignis tauchten Bruchstücke in der französischen Hauptstadt Paris auf, wurden ausgestellt und an Sammler verkauft. Auf Veranlassung des französischen Innenministers, Jean-Antoine Chaptal, wurde Jean-Baptiste Biot damit beauftragt, einen Bericht über den Fall anzufertigen. Biot reiste in die Normandie, sammelte zahlreiche Augenzeugenberichte, untersuchte die lokalen geologischen Verhältnisse und erstellte für seinen umfassenden Bericht auch eine Karte des Streufeldes des Meteoritenfalls. Der Bericht erhielt zudem eine Analyse der Zusammensetzung der Bruchstücke, die der Chemiker Louis Jacques Thénard durchgeführt hatte. Weitere chemische Analysen erfolgten durch Antoine François de Fourcroy und Louis-Nicolas Vauquelin, die eine ähnliche chemische Zusammensetzung wie bei anderen Meteoriten fanden. Die beiden Wissenschaftler unterstützen daraufhin die von Ernst F. F. Chladni 1794 aufgestellte Hypothese, wonach Meteoriten einen kosmischen Ursprung haben. Diese Sichtweise setzte sich in Folge des Meteoritenfalls von L’Aigle sowohl in wissenschaftlichen als auch anderen belesenen gesellschaftlichen Kreisen zunehmend durch.